# Сен-Леолін
Сен-Леолін (англ. Saint-Léolin) — село в Канаді, у провінції Нью-Брансвік, у складі графства Глостер.

## Населення
За даними перепису 2016 року, село нараховувало 647 осіб, показавши скорочення на 5,4%, порівняно з 2011-м роком. Середня густина населення становила 32,8 осіб/км².
З офіційних мов обидвома одночасно володіли 325 жителів, тільки французькою — 320. Усього 5 осіб вважали рідною мовою не одну з офіційних.
Працездатне населення становило 46% усього населення, рівень безробіття — 32,7%.
Середній дохід на особу становив $27 082 (медіана $23 936), при цьому для чоловіків — $29 985, а для жінок $24 073 (медіани — $28 800 та $20 032 відповідно).
19,5% мешканців мали закінчену шкільну освіту, не мали закінченої шкільної освіти — 46,9%, 32,7% мали післяшкільну освіту, з яких 8,1% мали диплом бакалавра, або вищий.
| Статево-вікова структура населення | Статево-вікова структура населення | Статево-вікова структура населення | Статево-вікова структура населення | Статево-вікова структура населення |
| ---------------------------------- | ---------------------------------- | ---------------------------------- | ---------------------------------- | ---------------------------------- |
|                                    |                                    |                                    |                                    |                                    |
| Всього                             | Всього                             | 49,6%50,4%                         |                                    |                                    |
| 0 — 14 років                       | 0 — 14 років                       |                                    | 8,5%                               | 8,5%                               |
| 15 — 64 років                      | 15 — 64 років                      |                                    | 64,3%                              | 64,3%                              |
| 65 і більше                        | 65 і більше                        |                                    | 27,1%                              | 27,1%                              |
| 85 і більше                        | 85 і більше                        |                                    | 2,3%                               | 2,3%                               |
| Середній вік (років)               | Середній вік (років)               | 49,349,9                           | 49,6                               | 49,6                               |
| Медіана (років)                    | Медіана (років)                    | 52,9                               | 52,9                               | 52,9                               |
| — чоловіки — жінки                 |                                    |                                    |                                    |                                    |

| Походження мешканців:     | Походження мешканців:     | Походження мешканців: | Походження мешканців: | Походження мешканців: |
| ------------------------- | ------------------------- | --------------------- | --------------------- | --------------------- |
| Походження                |                           |                       | осіб                  | %                     |
| Корінні американці        | Корінні американці        |                       | 0                     | 0%                    |
| Інше північноамериканське | Інше північноамериканське |                       | 550                   | 89.43%                |
| Європейське               | Європейське               |                       | 175                   | 28.46%                |
| британське                | британське                |                       | 75                    | 12.2%                 |
| французьке                | французьке                |                       | 135                   | 21.95%                |

## Клімат
Середня річна температура становить 4,3°C, середня максимальна – 21,7°C, а середня мінімальна – -15,7°C. Середня річна кількість опадів – 1 103 мм.
| Клімат поселення                              | Клімат поселення | Клімат поселення | Клімат поселення | Клімат поселення | Клімат поселення | Клімат поселення | Клімат поселення | Клімат поселення | Клімат поселення | Клімат поселення | Клімат поселення | Клімат поселення | Клімат поселення |
| Показник                                      | Січ.             | Лют.             | Бер.             | Квіт.            | Трав.            | Черв.            | Лип.             | Серп.            | Вер.             | Жовт.            | Лист.            | Груд.            |                  |
| Середній максимум, °C                         | −4,1             | −3,74            | 1,45             | 7,53             | 14,34            | 20,17            | 21,70            | 21,11            | 15,97            | 10,13            | 4,26             | −2,44            |                  |
| Середня температура, °C                       | −9,9             | −9,54            | −4,36            | 1,70             | 8,54             | 14,36            | 18,38            | 17,80            | 12,63            | 6,80             | 0,93             | −5,79            |                  |
| Середній мінімум, °C                          | −15,69           | −15,34           | −10,15           | −4,08            | 2,74             | 8,57             | 15,05            | 14,45            | 9,28             | 3,46             | −2,42            | −9,12            |                  |
| Норма опадів, мм                              | 91               | 74               | 89               | 77               | 95               | 79               | 93               | 103              | 82               | 110              | 105              | 105              |                  |
| Середньомісячна швидкість вітру, м/с          | 4.81             | 4.63             | 4.53             | 4.28             | 3.96             | 3.63             | 3.27             | 3.35             | 3.66             | 4.19             | 4.45             | 4.82             |                  |
| Середньомісячна сонячна радіація, кДж/м²·день | 4792             | 8384             | 12406            | 15682            | 18448            | 20378            | 19759            | 17332            | 12650            | 7803             | 4537             | 3524             |                  |
| --------------------------------------------- | ---------------- | ---------------- | ---------------- | ---------------- | ---------------- | ---------------- | ---------------- | ---------------- | ---------------- | ---------------- | ---------------- | ---------------- | ---------------- |
| Джерело:                                      |                  |                  |                  |                  |                  |                  |                  |                  |                  |                  |                  |                  |                  |